# Zbrodnia w Wiązownicy
Zbrodnia w Wiązownicy – atak na wieś Wiązownica, położoną w byłym powiecie jarosławskim województwa lwowskiego, połączony z zamordowaniem około 100 Polaków, dokonany 17 kwietnia 1945 roku przez kureń Ukraińskiej Powstańczej Armii Iwana Szpontaka ps. „Zaliźniak”.

## Przyczyny masakry
Na początku 1945 roku tereny Podkarpacia Północnego stały się areną wzajemnych ataków ukraińskiego i polskiego podziemia. Zdaniem Tomasza Berezy działania UPA przybrały rozmiary czystki etnicznej. Według Grzegorza Motyki bezpośrednią przyczyną napaści UPA na Wiązownicę było zabicie 31 marca 1945 przez samoobronę wsi 10 Ukraińców, głównie kobiet i dzieci, w odwecie za zabicie Polaka. Z kolei jeden z napastników, partyzant UPA Iwan Wasylewski-Putko w swoich wspomnieniach twierdzi, że był to odwet za wymordowanie przez WP ukraińskich cywilów w Lublińcu i Gorajcu. Przed tymi wydarzeniami, w 1944 roku, zdaniem Szczepana Siekierki, Henryka Komańskiego i Krzysztofa Bulzackiego, ukraińscy nacjonaliści zamordowali dwóch Polaków z Wiązownicy.

## Przebieg zbrodni
Według wspomnień zgromadzonych przez Stowarzyszenie Upamiętniania Ofiar Zbrodni Ukraińskich Nacjonalistów 17 kwietnia 1945 o świcie (gdy warty samoobrony opuściły stanowiska) oddziały UPA (sotnie „Bałaja” i „Szuma”) wspomagane przez ukraińskich chłopów z SKW zaatakowały wieś od strony Sanu, gdzie był folwark, oraz od strony lasu. Napastnicy przystąpili do podpalania zabudowań oraz mordowania napotkanych mieszkańców. Jednocześnie trwał rabunek mienia, które było ładowane na wozy oraz zwierząt gospodarskich (konie, krowy).
Atak spotkał się z odporem samoobrony wsi poderwanej do walki przez ks. Józefa Misia oraz plutonu Ludowego Wojska Polskiego stacjonującego w folwarku. Ponadto na pomoc obrońcom przybył oddział NSZ „Radwana” z Piwody i samoobrona z Szówska. Kontratakującym udało się odebrać UPA zabrane mienie oraz uderzyć na jej obóz, gdzie zabito 5 przeciwników. Walki trwały 5 godzin. Zginęło około 100 Polaków, w tym w walce 4 żołnierzy WP oraz kilku członków samoobrony; pozostałe ofiary to ludność cywilna. Według wspomnień świadków zginęło 13-17 napastników. Spaliło się 165 zagród, tj. około połowa budynków we wsi; 21 osób zostało rannych.
Oddziały Wojska Polskiego i Milicji Obywatelskiej z Jarosławia przybyły do Wiązownicy już po wyparciu UPA.

## Upamiętnienie
Na ścianie frontowej kościoła w Wiązownicy odsłonięto tablicę pamiątkową. W ceremonii odsłonięcia 6 października 2013 uczestniczyło kilkaset osób. Uroczystej mszy św. przewodniczył bp Stanisław Jamrozek.